# Fauvette mélanocéphale
Curruca melanocephala
Espèce
Statut de conservation UICN

 LC  : Préoccupation mineure

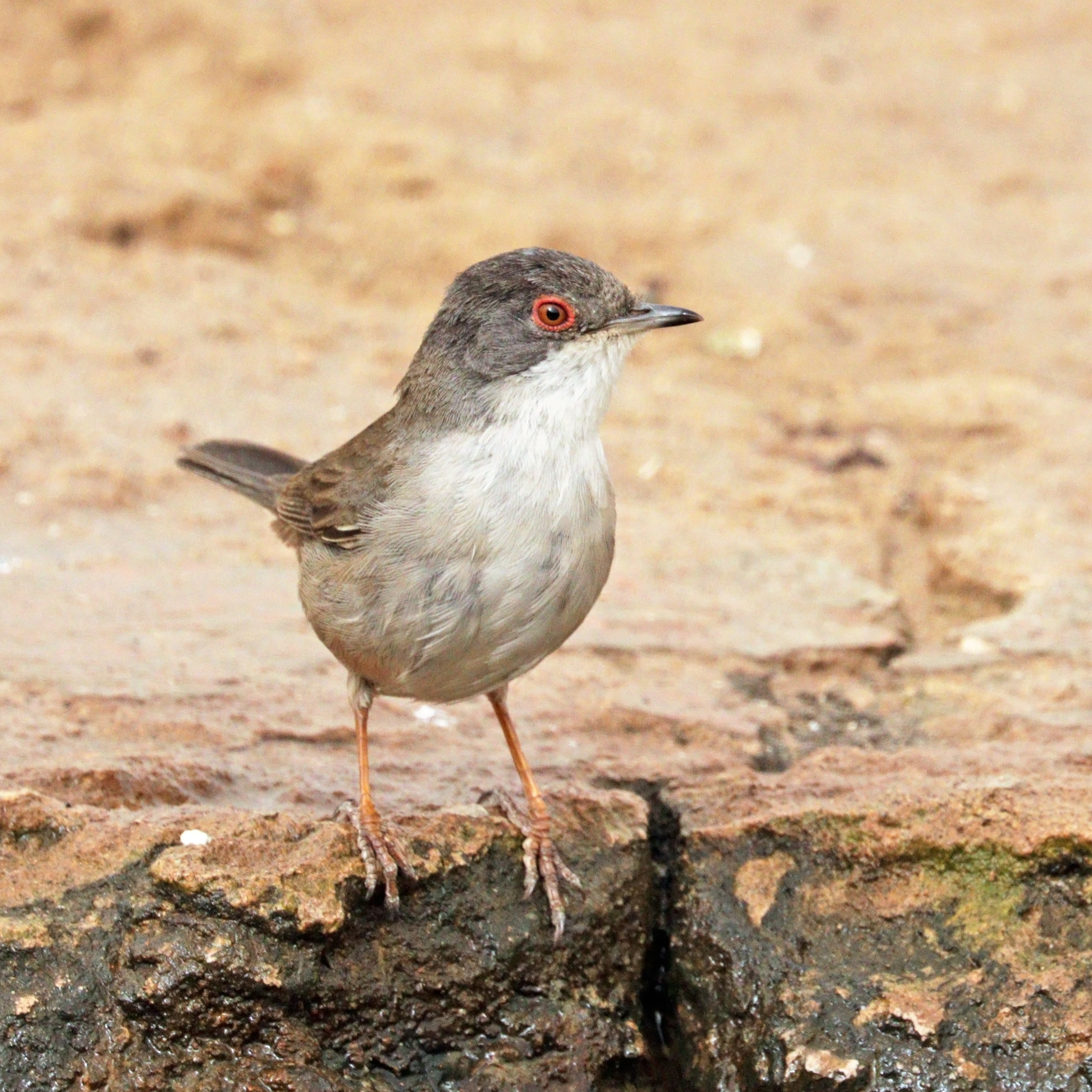
Fauvette mélanocéphale femelle

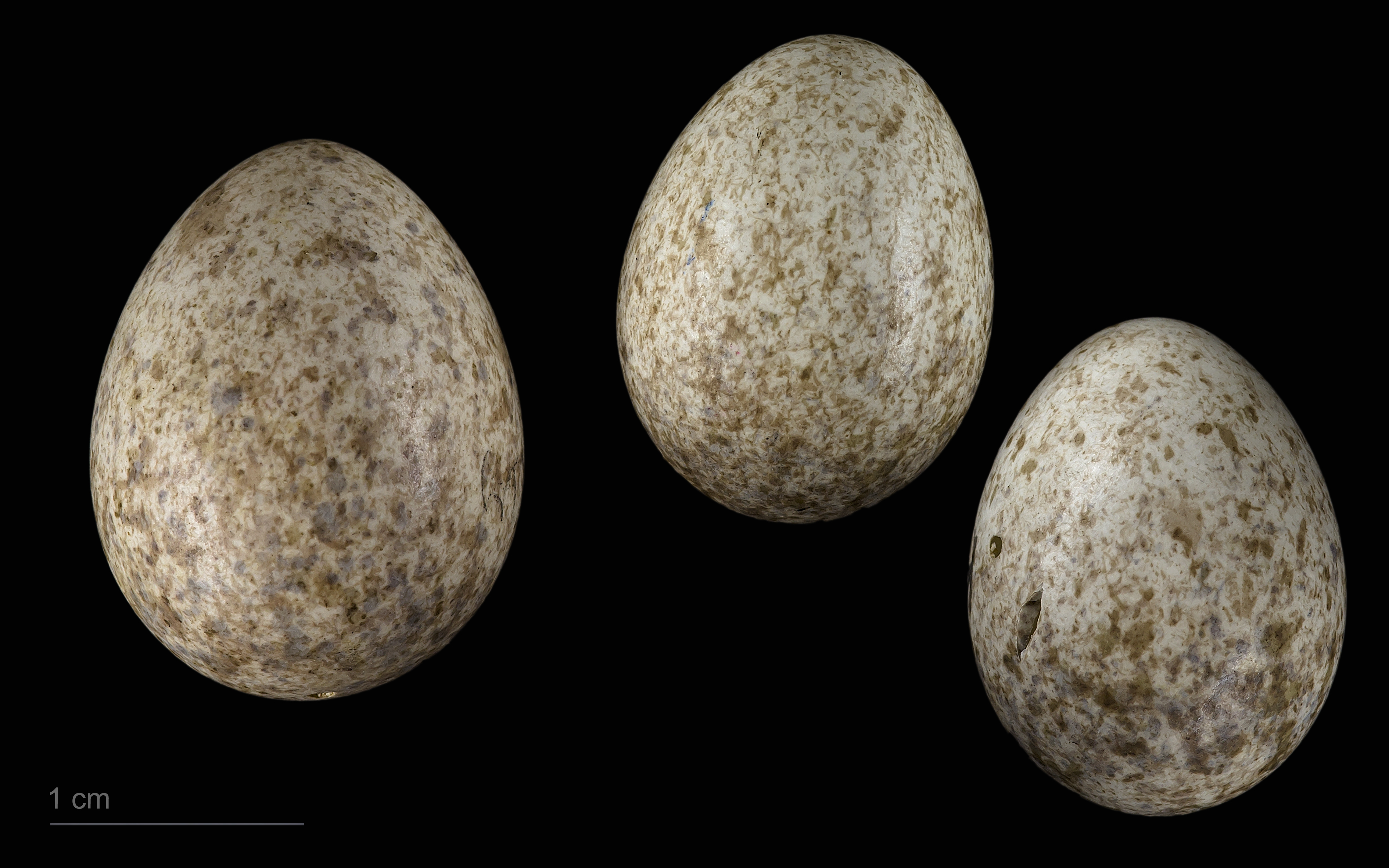
Œuf de Cuculus canorus dans une couvée de Fauvette mélanocéphale - Muséum de Toulouse

La Fauvette mélanocéphale (Curruca melanocephala) est une espèce de passereaux appartenant à la famille des Sylviidae. Elle ne doit pas être confondue avec la fauvette à tête noire (Sylvia atricapilla).
Cet oiseau est répandu à travers le bassin méditerranéen, et est une des fauvettes qui y est le plus répandu.

## Description
Il s'agit d'une fauvette avec une tête assez large, et de taille moyenne (de 13 à 14 cm de long). Le mâle est caractérisé par un capuchon noir jusqu'au-dessous des yeux, qui se démarque nettement avec sa gorge blanche. Ses parties supérieures sont grises, son ventre blanchâtre et ses flancs grisâtres. Il possède un cercle orbital rouge (parfois un peu orangé) avec un iris rouge. La femelle possède une tête gris sombre avec une gorge blanche et ses parties supérieures sont plutôt brunes. Son cercle orbital et son iris sont un peu plus ternes que ceux du mâle. Le bec de la fauvette mélanocéphale est de longueur moyenne, avec une mâchoire inférieure bleu-gris et un bout plus noir. Ses pattes sont rouge-brun.
Elle peut facilement être distinguée de sa cousine la fauvette à tête noire, dont la calotte noire s'arrête au niveau de l'œil et non dessous, et qui ne possède pas de cercle orbital rouge.

### Chant et vocalisations
La Fauvette émet un cri fréquent, en rafales de 4 à 6 sons rêches « tré-tré-tré-tré-tré-tré » mais également un cri d’alarme et de contact répété : « tcheur ». Son chant est constitué de strophes brèves et sonores, au rythme très rapide. Elle émet généralement son chant depuis le haut d'un buisson, ou durant sa parade.

## Écologie et comportement
La Fauvette mélanocéphale est une espèce relativement discrète et assez compliquée à observer. Elle aime bien se cacher et fait souvent preuve d'une certaine hardiesse et de curiosité. Fréquemment, elle émerge du couvert et se perche furtivement au sommet des buissons pour observer, remuant la queue et hérissant les plumes de son capuchon. Puis, elle plonge rapidement pour retrouver l'abri de la végétation[réf. nécessaire].

### Alimentation
La fauvette mélanocéphale se nourrit majoritairement d'arthropodes, incluant une large variété d'insectes et leurs larves (en particulier des coléoptères et des hyménoptères), des araignées et occasionnellement des petits escargots.
Elle se nourrit également de fruits, particulièrement en automne et en hiver ; cela inclut des figues, des olives et des nerpruns.
Elle trouve principalement sa subsistance dans les buissons, mais aussi au sol et dans les petits arbres.

### Reproduction
La saison de reproduction a lieu entre mars et juin. Cette espèce produit entre 1 et 3 couvées, mais généralement 2 par saison. Ces oiseaux sont monogames, territoriaux et solitaires. Pendant cette saison, le mâle effectue des vols nuptiaux accompagnés de chants dès février. L’oiseau s’élève à deux ou trois mètres au-dessus du sol et glisse avec les ailes relevées. Il regagne ensuite le même perchoir ou un différent.

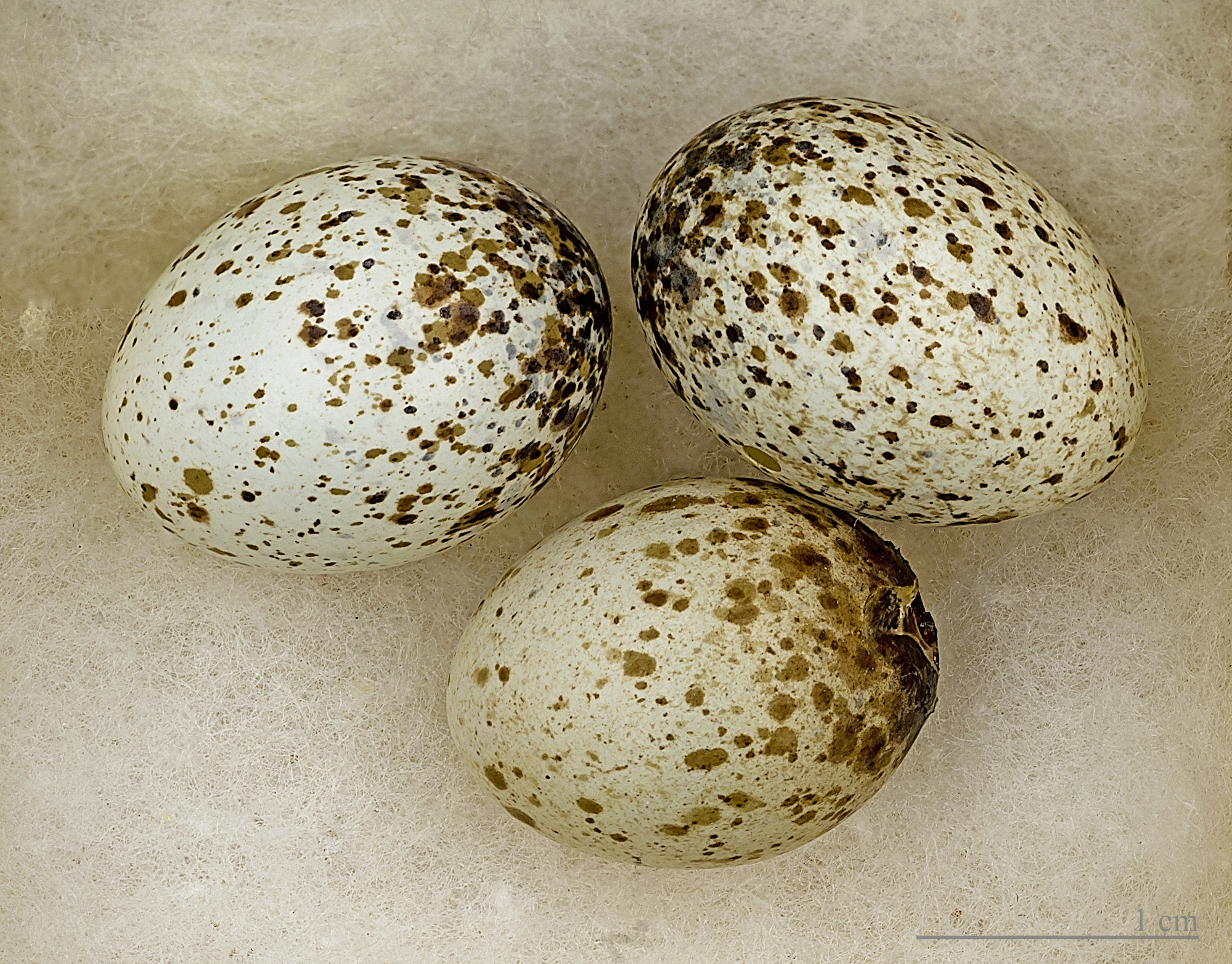
Œufs de fauvette mélanocéphale - Muséum de Toulouse

La Fauvette mélanocéphale est une espèce qui niche près du sol (entre 30 et 60 cm de hauteur), dans l'épaisseur d'un buisson dense ou épineux, à l'intérieur d'une coupe soignée d'herbes et de tiges sèches tapissée de radicelles, de crins et de duvet végétal. Elle pond jusqu’à cinq œufs, couvés entre 12 et 15 jours par les deux sexes. Les deux parents participent à l'alimentation des petits, qui peuvent quitter le nid entre 12 et 13 jours après l'éclosion. Ils restent dépendants des parents entre 2 et 3 semaines après leur envol.

### Territorialité
Le territoire est défendu toute l’année. En effet, la Fauvette mélanocéphale est bruyante et querelleuse, adoptant un comportement agressif à l'encontre de ceux qui franchissent les limites de son territoire. Le mâle lance des cris et des chants pour prévenir les autres oiseaux que la place est occupée. Il aime se montrer en évidence au travers de ses vols avec des battements d'ailes relativement lents ce qui le rend encore plus évident, surtout dans des milieux ouverts[réf. nécessaire].

## Répartition et habitat

### Répartition
La fauvette mélanocéphale est un exemple typique de fauvette méditerranéenne. On la retrouve toute l'année dans le sud de l'Europe, le nord du Maghreb, les Îles Canaries, le sud de la Turquie et l'ouest du Moyen-Orient. Une partie des populations migre vers le nord de l'Afrique en hiver ; en particulier, les populations du nord de la Turquie et de la Grèce, et du sud de la Bulgarie et de la Macédoine du Nord sont migratrices.
En France, on la retrouve dans les régions qui bordent la Méditerranée, et un peu dans le sud-ouest. Mais désormais certains individus sont aperçus jusque dans le nord de la vallée du Rhône.

### Migration
Les populations proches des côtes et insulaires sont généralement sédentaires ; les populations migratoires se trouvent souvent à l'intérieur des terres, ou au nord de l'aire de répartition. Bien que les migrations soient généralement sur une courte distance, certains individus migrent plus loin, jusque dans le sud du Sahara. Il commence sa migration entre fin août et décembre, et repart vers sa zone de reproduction entre fin février et avril.

### Habitat
Comme d'autres fauvettes, elle apprécie les buissons. Elle occupe notamment les maquis, les garrigues et les côtes. Elle s'accommode plutôt bien de l'être humain, et peut résider dans les jardins ou les parcs, ainsi que sur des terres cultivées, en particulier les vergers ou les oliveraies. En Afrique, elle peuple des zones plus désertiques, des jardins, des prairies avec des acacias ; elle fréquent aussi des oasis du Sahara. Elle est surtout présente en basse altitude, jusqu'à 1 200 à 1 300 m (1 800 m dans l'Afrique du Nord-Ouest).

## La fauvette mélanocéphale et l'humain

### Conservation
La fauvette mélanocéphale est classée comme "préoccupation mineure" par l'UICN ; elle est très commune dans son aire de répartition, avec plus de 5 800 000 couples en Europe. Son aire de répartition s'est légèrement étendue dans certains pays d'Europe.